# Flujo (psicología)
El flujo, también conocido como "la zona", es el estado mental operativo en el cual una persona está completamente inmersa en la actividad que ejecuta. Se caracteriza por un sentimiento de enfocar la energía, de total implicación con la tarea, y de éxito en la realización de la actividad. Este estado se logra dando confianza total a conductas no conscientes para realizar actividades relacionadas con la memoria muscular y el movimiento, dejando espacio a la mente para que piense de manera creativa y estratégica sobre la tarea en cuestión. Esta sensación se experimenta mientras la actividad está en curso. El concepto de flujo fue propuesto por el psicólogo Mihály Csíkszentmihályi en 1975 y a partir de entonces se ha difundido extensamente en diferentes campos. 

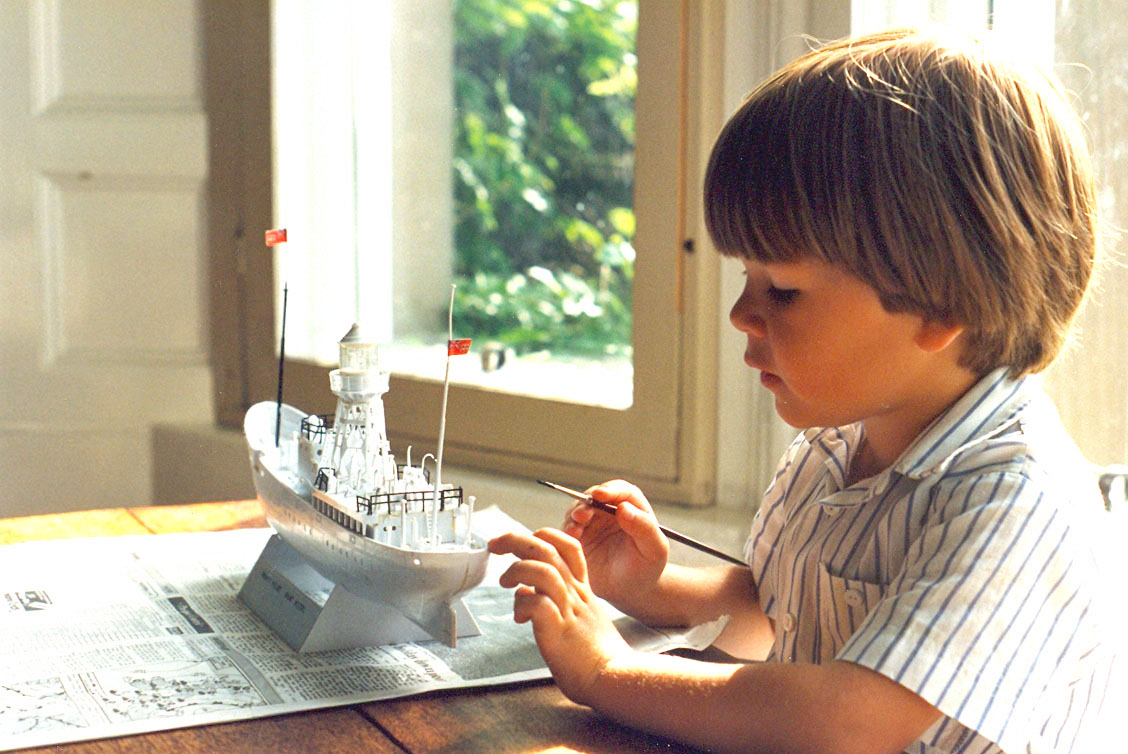
Niño concentrado en una actividad.

## Componentes de flujo
Según Csikszentmihalyi, los componentes de una experiencia de flujo son los siguientes:
1. Objetivos claros (las expectativas y normas se pueden percibir y los objetivos son alcanzables apropiadamente con el conjunto de habilidades y destrezas).
2. Concentración y enfoque, un alto grado de concentración en un limitado campo de atención (una persona relacionada con una única actividad tendrá la oportunidad para enfocar y profundizar en el asunto).
3. Retroalimentación directa e inmediata (éxitos y fallos en el curso de la actividad son obvios, así el comportamiento puede ser ajustado como se necesite).
4. Equilibrio entre el nivel de habilidad y el desafío (la actividad no es ni demasiado fácil ni demasiado complicada).
5. La actividad es intrínsecamente gratificante, así no se nota el esfuerzo cuando se ejecuta.

...con los siguientes resultados:
1. Una pérdida del sentimiento de autoconocimiento, la fusión entre acción y conciencia.
2. Distorsión del sentido del tiempo, se altera la percepción subjetiva de la experiencia temporal.
3. Un sentimiento de control personal sobre la situación o actividad.
4. Cuando se está en el estado de flujo, las personas llegan a estar absorbidas en sus actividades, y el foco de conciencia se reduce a la actividad misma, acción y conciencia se fusionan (Csikszentmihalyi, 1975, p.72).

No todos los componentes son necesarios para conseguir una experiencia de flujo.

## Origen del término
El estado de flujo es llamado así, debido a que durante las entrevistas de Csikszentmihalyi durante 1975 las personas describían sus experiencias usando la metáfora de una corriente que les llevaba hacia adelante. El concepto psicológico flujo como llegar a estar absorbido por una actividad, no tiene relación de esta manera con la expresión anglosajona "ir con la corriente", que significaría conformismo.
En los primeros artículos escritos al respecto, el estado recibió el nombre de "experiencia autotélica", en donde la segunda palabra deriva de las griegas auto ("propio" o "por uno mismo") y telos (meta), refiriendo al hecho de que las actividades que producen este estado se realizan por el placer que proporcionan, sin pensar en el beneficio externo que producen

## Flujo en grupo
Csikszentmihalyi sugiere varias formas en que un grupo puede trabajar de manera que cada miembro pueda alcanzar el estado de flujo. Las características que estos grupos deben incluir son:
- Espacios de planificación creativa: sillas, paredes decoradas, gráficos –mesas no–, primordialmente el trabajo debe realizarse en movimiento.
- Diseño de recreación: gráficos para entradas de información, gráficos de flujo, resumen de proyecto, locura (aquí también la locura tiene un lugar), lugares seguros (que todos digan algo que de lo contrario sería sólo una idea), pared de resultados, temas abiertos.
- Trabajo organizado, paralelo.
- Grupos concentrados en objetivos.
- Avance de objetivos existentes (prototipo).
- Incremento de la eficiencia a través de la visualización.
- Existencia de diferencias entre los participantes como una oportunidad, en vez de un obstáculo.

## Aplicaciones

### Aplicaciones sugeridas por Csikszentmihalyi frente a otras prácticas
Aparentemente solo Csikszentmihalyi ha publicado sugerencias de aplicaciones extrínsecas del concepto de flujo, tales como métodos de diseño de espacios de juegos que faciliten la obtención de la experiencia de flujo. Otros practicantes del concepto se concentran en las aplicaciones intrínsecas, tales como espiritualidad, mejora del rendimiento o autoayuda. Existen reinterpretaciones del proceso de flujo para aumentar el rendimiento en áreas tan diversas como el mundo de los negocios , la improvisación en el piano, la psicología deportiva , y la comedia en vivo .

### Religión y espiritualidad
Csikszentmihalyi quizás fue el primero en describir este concepto en la psicología occidental, pero como él mismo reconoce no ha sido el primero en cuantificar el concepto de flujo o desarrollar aplicaciones basadas en este concepto.
Por milenios, practicantes de religiones orientales tales como budismo y taoísmo han perfeccionado la disciplina de superar la dualidad entre mente y cuerpo como característica central del desarrollo espiritual. Los practicantes espirituales de Oriente han desarrollado un muy integral y minucioso conjunto de teorías alrededor de la superación de la dualidad mente y cuerpo, probada y refinada a través de práctica espirituales en vez del rigor sistemático y control de las ciencias modernas.
La frase "hazte uno con lo que te rodea" es una metáfora del concepto de flujo de Csikszentmihalyi. Practicantes de variadas escuelas de budismo zen aplican conceptos similares al flujo para lograr maestría en sus formas artísticas, incluyendo, en el caso del budismo zen japonés, el aikidō, kendō e ikebana.
La idea de superar la dualidad entre mente y cuerpo es un tema principal del libro "Zen y el arte de la manutención de la motocicleta" de Robert M. Pirsig (1974).

### Educación
En educación, existe el concepto de sobreaprendizaje que parece ser un importante factor en esta técnica, que Csikszentmihalyi establece en su libro Experiencia Óptima; el sobreaprendizaje permite una concentración mental, visualizando el rendimiento deseado como algo singular, una acción integrada en vez de un conjunto de acciones.
En el año 2000, Csíkszentmihályi notó los principios y prácticas del Método Montessori de educación. Este método plantea de forma intencionada oportunidades y experiencias de flujo para los estudiantes. Csíkszentmihályi y el psicólogo Kevin Rathunde se embarcaron en un estudio de estudiantes de diversas edades bajo los parámetros de Montessori y la educación tradicional. Esta investigación arrojó que los estudiantes alcanzaban experiencias de flujo más frecuentemente dentro de los parámetros dispuestos por el método italiano.

### Deportes
El concepto de "estar en la zona" durante una prueba atlética ajusta perfectamente con la descripción que hace Csikszentmihalyi de la experiencia de Flujo, así como las teorías y aplicaciones de ese estado y su relación con las ventajas generadas en la competencia atlética son temas estudiados en los campos de la psicología deportiva. 
Roy Palmer  sugiere que "estar en la zona" puede además influir en los patrones de movimiento como una mejor integración de las funciones reflejas conscientes y subconscientes mejorando la coordinación. Muchos atletas describen la ausencia de esfuerzo en su rendimiento mientras están alcanzado sus mejores marcas.

## El flujo a través de las culturas
En un artículo de 2016 coescrito con el investigador japonés Kiyoshi Asakawa, Csikszentmihalyi hace énfasis una vez más en que el flujo es un estado identificado en diversas culturas del mundo e interpretado de diversas maneras pero siempre con elementos comunes. Luego de los primeros artículos al respecto que publicó en journals de psicología en la década de 1960, Csikszentmihalyi recibió diversas cartas de colegas de diferentes países, pero sobre todo asiáticos, describiendo estados similares que se identificaban en sus respectivas culturas.
La primera de esas cartas fue de un filósofo de la India, quien encontraba similitudes entre el flujo y el consejo que el dios Krishna, disfrazado de encargado de las caballerizas, le da a Arjuna, el líder de una batalla que sostienen dos ejércitos de una familia hindú: "No te preocupes, no pienses, sólo déjate llevar por la tarea que tienes frente a ti. Pelea con coraje y guía a tus hombres como puedas. Ganes o pierdas, eso no importa mientras hagas tu mayor esfuerzo"
El investigador considera que las diferencias entre culturas tienen que ser aún estudiadas y comparadas, pero afirma que eran de esperarse, además de que no presentan problema teórico alguno mientras la experiencia que lleva al estado de flujo sea fenomenológicamente equivalente a través de las variaciones locales. 
Algunos otros ejemplos que menciona de estado de flujo en otras culturas, filosofías o textos antiguos son:
- El concepto yu del taoísmo temprano que habla de un estado similar a "caminar sin tocar el piso".
- La historia del carnicero Ting, incluida en un texto taoísta. Se decía que el carnicero era tan hábil que apenas tenía que tocar a un animal con su cuchillo para convertirlo en pedazos, y mientras realizaba su tarea, Ting cantaba y bailaba.
- Las experiencias reportadas de ancianos y ancianas de Corea mientras leen textos religiosos.
- El estado en el que se encuentran jóvenes motociclistas japoneses que participan en desfiles de bosozuku en Tokio y Kyoto.
- Las experiencias reportadas de indígenas navajos mientras cabalgan detrás de su ganado a través de las planicies de Arizona.
- El estado en el que entran mujeres de aldeas indias mientras tejen alfombras que les impiden darse cuenta del paso del tiempo por lo que piden a sus hijos les avisen cuándo deben preparar la comida.
- El estado de éxtasis que reportan viejos granjeros de los Alpes italianos producido por el hecho de cuidar a su ganado y ver su hierba crecer.

### En inglés
- Flow Resources Designed to promote understanding of flow experiences in sport and other physical activity or performance domains.
- flOw A flash based implementation of flow theory and immersion in a game format
- FlowTheory.com An MSc dissertation exploring the importance of website usability from a business perspective; contains a section on flow
- Of Fun and Flow Playologist Bernie DeKoven on flow in games
- Running In The Zone : a personal account
- Solving Procrastination an application of Flow to solving procrastination by Kevin Chiu
- Greater Meaning Of Water An independent film exploring "flow state" through the eyes of a freediving athlete attempting to break the world depth record.
- StevePavlina.com 7 rules to get into the flow.
- Archetype Writing The Right-Brain/Left-Brain Myth and Flow looks at the neurology behind flow.

- Datos: Q750449
- Multimedia: Flow (psychology) / Q750449